# 徐文远 (唐朝)
徐文远（550年—623年），名旷，字文远，以字行，东海郡郯县（今郯城）人隋朝、唐代初年经学家。后来定居洛州偃师（今河南省偃师）。

## 父
徐彻，一作徐澈、徐澄，字甘泉，是徐孝嗣的曾孙，梁元帝皇后徐昭佩的侄子，在南梁为太常卿，娶梁元帝的女儿安昌公主，在南陳为祕書監。生徐文远、徐文達（字幼通，金山令）。

## 生平
徐文远出身于梁代的官僚家庭，少时家贫，不能自给，其兄是个书商，依兄读书。常阅书于肆，博览《五经》，通《春秋左氏传》。世称《左氏》有文远，《礼经》有褚徽，《诗经》有鲁达，《易经》有陆德明，皆为一时之最。隋文帝开皇年间，累迁太学博士，为汉王杨谅传授经学，因杨谅谋反，他被革职为民。隋炀帝大业初年，又被荐为国子博士，专门传授《左传》，列举前人诸说，辩明先儒异论是非，提出自己的见解，加以诘驳，折衷诸家，博而且辨，使听者忘劳。窦威、杨玄感、李密、王世充等均出其门下。瓦岗军起义后，他投奔李密。李密失败后，徐文远回到洛阳，在王世充统治的洛阳朝廷中担任国子博士等职。后来，徐文远又因出城筹集柴薪，被罗士信的军队捉拿，送到唐朝京城长安。唐高祖委任他为国子监博士，封东莞县男。高祖幸国学观释奠，文远发《春秋》题，论难锋生。武德六年（623年）去世。撰《左传音》三卷、《义疏》六十卷。徐文远生王屋令徐士安。徐士安生徐有功、晋陵丞徐有道。徐有道生通议大夫、使持节陈留郡诸军事守陈留郡太守、河南采访处置使、上柱国徐恽。

## 延伸阅读
[在维基数据编辑]
 《舊唐書·卷189上》，出自刘昫《舊唐書》